# Jane Flemming
Jane Flemming (Jane Christina Flemming; * 14. April 1965 in Horsham, Victoria) ist eine ehemalige australische Leichtathletin, die ihre größte Erfolge im Siebenkampf hatte.
Bei den Commonwealth Games 1986 in Edinburgh gewann sie Silber im Siebenkampf und wurde Sechste über 100 Meter Hürden. Im Jahr darauf wurde sie bei den Weltmeisterschaften in Rom Zehnte im Siebenkampf.
1988 wurde sie bei den Olympischen Spielen in Seoul Siebte im Siebenkampf und schied über 100 Meter Hürden im Vorlauf aus. Nach einer Bronzemedaille im Siebenkampf bei der Universiade 1989 gelang ihr bei den Commonwealth Games 1990 in Auckland ein Doppelsieg im Siebenkampf sowie im Weitsprung und ein vierter Platz über 100 Meter Hürden.
1992 musste sie den Siebenkampf der Olympischen Spiele in Barcelona nach einer Verletzung im 100-Meter-Hürdenlauf beenden. Bei den Weltmeisterschaften 1993 in Stuttgart wurde sie Siebte im Siebenkampf und erreichte über 100 Meter Hürden das Halbfinale. 1994 gewann sie bei den Commonwealth Games in Victoria Silber im Siebenkampf. Über 100 Meter Hürden wurde sie Siebte, im Weitsprung Neunte.
Sechsmal wurde sie Australische Meisterin im Siebenkampf (1985–1988, 1992, 1993), einmal über 100 Yards (1987), zweimal über 100 Meter (1988, 1990) und fünfmal über 100 Meter Hürden (1988, 1993–1995, 1997).

## Bestleistungen
- 100 m: 11,50 s, 15. September 1988, Chiba
- 100 m Hürden: 12,98 s, 6. März 1993, Brisbane
- Weitsprung: 6,78 m, 2. Februar 1990, Auckland
- Siebenkampf: 6695 Punkte, 28. Januar 1990, Auckland